# Phobocampe flavipes
Phobocampe flavipes là một loài tò vò trong họ Ichneumonidae.